# Le Sel-de-Bretagne
Sel-de-Bretagne (bret. Ar Sal) – miejscowość i gmina we Francji, w regionie Bretania, w departamencie Ille-et-Vilaine.
Według danych na rok 1990 gminę zamieszkiwało 501 osób, a gęstość zaludnienia wynosiła 62 osoby/km² (wśród 1269 gmin Bretanii Sel-de-Bretagne plasuje się na 830. miejscu pod względem liczby ludności, natomiast pod względem powierzchni na miejscu 905.).